# Carbonea
Carbonea — рід лишайників родини леканорові (Lecanoraceae). Назва вперше опублікована 1983 року.

## Цікаві факти
Представник цього роду (Carbonea vorticosa) може жити в екстремальних умовах найсухішого місця на планеті Сухих долин в Антарктиді, де річні атмосферні опади становлять менше 100 мм, а середня температура повітря становить −19.8 °C.

## Види
База даних Species Fungorum станом на 14.10.2019 налічує 20 видів роду Carbonea:
- Carbonea agellata (Darb.) Fryday, 2012
- Carbonea aggregantula (Müll.Arg.) Diederich & Triebel, 1993
- Carbonea antarctica (C.W.Dodge & G.E.Baker) D.Hawksw. & Iturr., 2006
- Carbonea assentiens (Nyl.) Hertel, 1984
- Carbonea assimilis (Hampe ex Körb.) Hafellner & Hertel, 1987
- Carbonea atronivea (Arnold) Hertel, 1983
- Carbonea gallowayi Hertel, 2007
- Carbonea hypopurpurea Fryday, 2012
- Carbonea intrudens (H.Magn.) Hafellner, 2006
- Carbonea invadens (H.Magn.) M.P.Andreev, 2004
- Carbonea latypizodes (Nyl.) Knoph & Rambold, 2001
- Carbonea montevidensis (Müll.Arg.) Rambold & Knoph, 1989
- Carbonea neuropogonis Etayo, 2008
- Carbonea nivaria (Arnold) Rambold, 2010
- Carbonea phaeostoma (Nyl.) Hertel, 1984
- Carbonea subdeclinans (Müll.Arg.) Hertel ex Fryday, 2012
- Carbonea supersparsa (Nyl.) Hertel, 1983
- Carbonea viriduloatra (B.de Lesd.) Hafellner, 2018
- Carbonea vitellinaria (Nyl.) Hertel, 1983
- Carbonea vorticosa (Flörke) Hertel, 1983